# Morska razina
Razina mora (engleski Mean sea level, kratica MSL -
srednja razina mora) je pojam koji se koristi na području topografije kao osnovica za utvrđivanje visinskih točaka na terenu. 
Razina visine određuje se dugoročnim mjerenjem mareografom i dobivenim prosječnim rezultatima mjerenja.

## Vanjske poveznice
- Pojmovnik na Vrijeme.net